# Supercopa de España de Fútbol 1998
La Supercopa de España de 1998 fue la XV edición del torneo, correspondiente a la temporada 1998-99. Se disputó doble partido en España entre los días 18 y 22 de agosto. Enfrentó al campeón de la Primera División 1997-98, el F. C. Barcelona, y el subcampeón de la Copa del Rey 1997-98, el R. C. D. Mallorca, ya que el FC Barcelona conquistó el doblete la temporada anterior, obteniendo la plaza el subcampeón de la Copa del Rey.
El R. C. D. Mallorca se adjudicó el título por primera vez en su historia en su primera participación, tras vencer en el computo global por 3:1.
| Bandera de las Islas Baleares | 3 - 1 | Bandera de Cataluña |
| R. C. D. Mallorca 2 1         | 3 - 1 | F. C. Barcelona 1 0 |
| ----------------------------- | ----- | ------------------- |

## Partidos
| F. C. Barcelona   |  | Bandera de Cataluña           |  | Campeón de la Primera División de España (1997/98) |
| R. C. D. Mallorca |  | Bandera de las Islas Baleares |  | Subcampeón de la Copa del Rey (1997/98)            |

### Ida
| 13         | POR        | Carlos Roa         |     |
| 12         | DEF        | Lauren Bisan-Etame |     |
| 5          | DEF        | Marcelino Elena    |     |
| 4          | DEF        | Gustavo Siviero    |     |
| 3          | DEF        | Miquel Soler       |     |
| 15         | MED        | Paco Soler         |     |
| 23         | MED        | Vicente Engonga    |     |
| 11         | MED        | Jovan Stanković    |     |
| 10         | MED        | Ariel Ibagaza      |     |
| 24         | DEL        | Ariel López        | 76' |
| 9          | DEL        | Dani García        | 86' |
| Entrenador | Entrenador | Héctor Cuper       |     |

| 1          | POR        | Ruud Hesp          |     |
| 2          | DEF        | Michael Reiziger   |     |
| 20         | DEF        | Miguel Ángel Nadal |     |
| 22         | DEF        | Samuel Okunowo     | 67' |
| 24         | DEF        | Roger García       | 46' |
| 26         | MED        | Xavi Hernández     |     |
| 23         | MED        | Boudewijn Zenden   | 77' |
| 8          | MED        | Phillip Cocu       |     |
| 10         | MED        | Giovanni Silva     |     |
| 21         | DEL        | Luis Enrique       |     |
| 11         | DEL        | Rivaldo            |     |
| Entrenador | Entrenador | Louis van Gaal     |     |

| 22 | DEL | Leonardo Biagini | 76' |
| 7  | DEF | Lluís Carreras   | 86' |

| 12 | DEF | Sergi Barjuán      | 46' |
| 5  | DEF | Abelardo Fernández | 67' |
| 30 | DEL | Luis García        | 77' |

|  | 57' | Dani García     | 1-1 |
|  | 81' | Jovan Stanković | 2-1 |

|  | 16' | Xavi Hernández | 0-1 |

|  | 1' | Paco Soler |

|  | 17' | Luis Enrique     |
|  | 24' | Roger García     |
|  | 62' | Samuel Okunowo   |
|  | 75' | Boudewijn Zenden |

| Árbitro: | Antonio Jesús López Nieto |

| 13         | POR        | Carlos Roa         |     |
| 12         | DEF        | Lauren Bisan-Etame |     |
| 5          | DEF        | Marcelino Elena    |     |
| 4          | DEF        | Gustavo Siviero    |     |
| 3          | DEF        | Miquel Soler       |     |
| 15         | MED        | Paco Soler         |     |
| 23         | MED        | Vicente Engonga    |     |
| 11         | MED        | Jovan Stanković    |     |
| 10         | MED        | Ariel Ibagaza      |     |
| 24         | DEL        | Ariel López        | 76' |
| 9          | DEL        | Dani García        | 86' |
| Entrenador | Entrenador | Héctor Cuper       |     |

| 1          | POR        | Ruud Hesp          |     |
| 2          | DEF        | Michael Reiziger   |     |
| 20         | DEF        | Miguel Ángel Nadal |     |
| 22         | DEF        | Samuel Okunowo     | 67' |
| 24         | DEF        | Roger García       | 46' |
| 26         | MED        | Xavi Hernández     |     |
| 23         | MED        | Boudewijn Zenden   | 77' |
| 8          | MED        | Phillip Cocu       |     |
| 10         | MED        | Giovanni Silva     |     |
| 21         | DEL        | Luis Enrique       |     |
| 11         | DEL        | Rivaldo            |     |
| Entrenador | Entrenador | Louis van Gaal     |     |

| 22 | DEL | Leonardo Biagini | 76' |
| 7  | DEF | Lluís Carreras   | 86' |

| 12 | DEF | Sergi Barjuán      | 46' |
| 5  | DEF | Abelardo Fernández | 67' |
| 30 | DEL | Luis García        | 77' |

|  | 57' | Dani García     | 1-1 |
|  | 81' | Jovan Stanković | 2-1 |

|  | 16' | Xavi Hernández | 0-1 |

|  | 1' | Paco Soler |

|  | 17' | Luis Enrique     |
|  | 24' | Roger García     |
|  | 62' | Samuel Okunowo   |
|  | 75' | Boudewijn Zenden |

| Árbitro: | Antonio Jesús López Nieto |

### Vuelta
| 1          | POR        | Ruud Hesp          |     |
| 2          | DEF        | Michael Reiziger   |     |
| 20         | DEF        | Miguel Ángel Nadal |     |
| 22         | DEF        | Samuel Okunowo     | 61' |
| 24         | DEF        | Roger García       | 46' |
| 8          | MED        | Phillip Cocu       |     |
| 23         | MED        | Boudewijn Zenden   | 46' |
| 7          | MED        | Luís Figo          |     |
| 10         | MED        | Giovanni Silva     |     |
| 21         | DEL        | Luis Enrique       |     |
| 11         | DEL        | Rivaldo            |     |
| Entrenador | Entrenador | Louis van Gaal     |     |

| 13         | POR        | Carlos Roa         |     |
| 12         | DEF        | Lauren Bisan-Etame |     |
| 5          | DEF        | Marcelino Elena    |     |
| 4          | DEF        | Gustavo Siviero    |     |
| 3          | DEF        | Miquel Soler       |     |
| 15         | MED        | Paco Soler         |     |
| 23         | MED        | Vicente Engonga    |     |
| 11         | MED        | Jovan Stanković    |     |
| 10         | MED        | Ariel Ibagaza      | 67' |
| 24         | DEL        | Ariel López        | 57' |
| 9          | DEL        | Dani García        | 87' |
| Entrenador | Entrenador | Héctor Cuper       |     |

| 12 | DEF | Sergi Barjuán  | 46' |
| 6  | DEL | Óscar García   | 46' |
| 8  | MED | Albert Celades | 61' |

| 22 | DEL | Leonardo Biagini | 57' |
| 16 | MED | Óscar Arpón      | 67' |
| 7  | DEF | Lluís Carreras   | 87' |

|  |

|  | 29' | Dani García | 0-1 |

|  | 45' | Michael Reiziger |
|  | 77' | Albert Celades   |
|  | 81' | Giovanni Silva   |

|  | 18' | Ariel Ibagaza      |
|  | 34' | Lauren Bisan-Etame |
|  | 34' | Carlos Roa         |
|  | 42' | Paco Soler         |

| Árbitro: | Manuel Díaz Vega |

| 1          | POR        | Ruud Hesp          |     |
| 2          | DEF        | Michael Reiziger   |     |
| 20         | DEF        | Miguel Ángel Nadal |     |
| 22         | DEF        | Samuel Okunowo     | 61' |
| 24         | DEF        | Roger García       | 46' |
| 8          | MED        | Phillip Cocu       |     |
| 23         | MED        | Boudewijn Zenden   | 46' |
| 7          | MED        | Luís Figo          |     |
| 10         | MED        | Giovanni Silva     |     |
| 21         | DEL        | Luis Enrique       |     |
| 11         | DEL        | Rivaldo            |     |
| Entrenador | Entrenador | Louis van Gaal     |     |

| 13         | POR        | Carlos Roa         |     |
| 12         | DEF        | Lauren Bisan-Etame |     |
| 5          | DEF        | Marcelino Elena    |     |
| 4          | DEF        | Gustavo Siviero    |     |
| 3          | DEF        | Miquel Soler       |     |
| 15         | MED        | Paco Soler         |     |
| 23         | MED        | Vicente Engonga    |     |
| 11         | MED        | Jovan Stanković    |     |
| 10         | MED        | Ariel Ibagaza      | 67' |
| 24         | DEL        | Ariel López        | 57' |
| 9          | DEL        | Dani García        | 87' |
| Entrenador | Entrenador | Héctor Cuper       |     |

| 12 | DEF | Sergi Barjuán  | 46' |
| 6  | DEL | Óscar García   | 46' |
| 8  | MED | Albert Celades | 61' |

| 22 | DEL | Leonardo Biagini | 57' |
| 16 | MED | Óscar Arpón      | 67' |
| 7  | DEF | Lluís Carreras   | 87' |

|  |

|  | 29' | Dani García | 0-1 |

|  | 45' | Michael Reiziger |
|  | 77' | Albert Celades   |
|  | 81' | Giovanni Silva   |

|  | 18' | Ariel Ibagaza      |
|  | 34' | Lauren Bisan-Etame |
|  | 34' | Carlos Roa         |
|  | 42' | Paco Soler         |

| Árbitro: | Manuel Díaz Vega |

| Campeón Supercopa de España 1998 |
| -------------------------------- |
| R.C.D. Mallorca 1° Título        |

| Predecesor: Supercopa de España 1997 | Supercopa de España 1998 | Sucesor: Supercopa de España 1999 |